# Godhavn-44
Il Godhavn-44 Qeqertarsuaq, conosciuto semplicemente come G-44, è una squadra di calcio della Groenlandia, fondata nel 1944 a Qeqertarsuaq. Partecipa al massimo campionato Nazionale, la CocaCola GM. Nella sua storia ha conquistato 2 titoli nazionali, rispettivamente nel 2009 e 2011. Disputa le partite casalinghe nello stadio cittadino, il Qeqertarsuaq Stadium, con la capacità di 1.000 spettatori. Il colore della maglia da gara in casa è il blu scuro, la casacca da trasferta è in azzurro.